# Управа државне безбедности
Управа државне безбедности (скраћ. УДБ, верз. скраћ. Удба; мкд. Управа за државна безбедност, словен. Uprava državne varnosti) била је обавештајна служба социјалистичке Југославије од 1946. до 1966. године.
Формирана је 1946. реорганизацијом Одељења за заштиту народа (Озна) на цивилни и војни одсек. Тада је од Првог и Другог одсека Одељења за заштиту народа, при Министарству унутрашњих послова ФНРЈ, формирана Управа државне безбедности, док је од Трећег одсека, при Министарству народне одбране, формирана Контраобавештајна служба (КОС) Југословенске армије.
Функционисала је на сличним принципима као совјетски Комитет државне безбедности (КГБ). Као цивилна контраобавјештајна служба налазила у саставу Министарства унитрашњих послова (касније Савезни секретеријат за унутрашње послове), и састојала се од четири главна одсека која су се бавили:
- унутрашњим непријатељем;
- емиграцијом;
- страним обавјештајним службама;
- техником праћења и прислушкивања.

У првим поратним годинама, Удба се бавила елиминацијом непријатеља нове власти, најчешће из редова странака и политичких опција поражених у Другом светском рату. Од 1948. године, један од главних задатака Удбе била је елиминација „унутрашњег непријатеља”, што је укључивало чак и чланове Комунистичке партије Југославије (КПЈ), за које се сумњало да подржавају Резолуцији Информбироа и одржавају тајне везе са Совјетским Савезом. Захваљујући томе, Удба је стекла огромну моћ, која је почела угрожавати чак и самог председника СФРЈ Јосипа Броза Тита и довела до Брионског пленума ЦК СКЈ, јула 1966. године, на коме је са свих дотадашњих функција смењен Александар Ранковић.
Управа државне безбедности је тада реорганизована и име јој је промењено у Служба државне безбедности (ДеБе), а од 1967. је федерализована, односно, свака република је добила властиту службу безбедности, док је на федералном ниву остала Савезна служба државне безбедности, чија су се овлашћења све више смањивала.

## Жртве Удбе 1946—1966.
| Година | Држава    | Име убијеног                 |
| ------ | --------- | ---------------------------- |
| 1946   | Италија   | Иво Протулипац, Андреј Уршич |
| 1948   | Аустрија  | Илија Абрамовић              |
| 1960   | Аргентина | Динка Доманчиновић           |
| 1962   | Аргентина | Рудолф Кантоци               |